# ハビエル・フラーニョ
ハビエル・"ハビ"・フラーニョ・ベスナルテア（Javier "Javi" Flaño Bezunartea, 1984年8月19日 - ）は、スペイン・ナバラ州ナバラ県パンプローナ出身の元サッカー選手。現役時代のポジションはDF（右サイドバック）。
ミゲル・フラーニョは双子の兄弟である。

## 経歴
地元パンプローナのサッカークラブ、CAオサスナのカンテラ出身。2001-02シーズンよりBチームに在籍。2005年8月28日、ビジャレアルCF戦でトップチームデビューを果たした。2005-06、2006-07シーズンは30試合前後に出場したものの、2007-08シーズンはセサル・アスピリクエタの台頭で出場機会が減少した。2009年7月、オサスナとの契約が満了したためCDヌマンシアへ移籍した。
2014年7月22日、CDミランデスからオサスナに移籍し、古巣に復帰した。
2018年7月、UDログロニェスに移籍した。
スペインU-21代表に選出された経験を持つ。2005年にはU-23スペイン代表として地中海競技大会で優勝した。

## タイトル

### クラブ
エルチェ
- セグンダ・ディビシオン : 2012-13

### 代表
スペイン U-23
- 地中海競技大会 : 2005

## 個人成績
| クラブ       | シーズン | 国内リーグ戦 | 国内リーグ戦 | 国内カップ戦 | 国内カップ戦 | 欧州カップ戦 | 欧州カップ戦 |
| クラブ       | シーズン | 試合         | 得点         | 試合         | 得点         | 試合         | 得点         |
| ------------ | -------- | ------------ | ------------ | ------------ | ------------ | ------------ | ------------ |
| CAオサスナB  | 2001–02  | 11           | 0            |              |              |              |              |
| CAオサスナB  | 2002–03  | 31           | 0            |              |              |              |              |
| CAオサスナB  | 2003–04  | 26           | 0            |              |              |              |              |
| CAオサスナB  | 2004–05  | 29           | 0            |              |              |              |              |
| CAオサスナ   | 2005–06  | 31           | 0            |              |              |              |              |
| CAオサスナ   | 2006–07  | 27           | 1            |              |              |              |              |
| CAオサスナ   | 2007–08  | 4            | 0            |              |              |              |              |
| CAオサスナ   | 2008–09  | 10           | 0            |              |              |              |              |
| CDヌマンシア | 2009–10  | 35           | 0            |              |              |              |              |
| CDヌマンシア | 2010-11  | 40           | 1            |              |              |              |              |
| エルチェCF   | 2011–12  |              |              |              |              |              |              |